# بهشت گمشده (آلبوم)
بهشت گمشده (به انگلیسی: Paradise Lost)نام آلبومی از گروه پراگرسیو متال امریکایی ،سیمفونی ایکس، است که در سال ۲۰۰۷ منتشر شد.
در ساخت این آلبوم از اثر حماسی جان میلتون با عنوان بهشت گمشده الهام گرفته شده است.

## فهرست ترانه‌ها
- Oculus ex Inferni - 2.24
- Set the World on Fire (The Lie of Lies) - 5.55
- Domination - 6.29
- The Serpent’s Kiss - 5.03
- Paradise Lost - 6.32
- Eve of Seduction - 5.04
- The Walls of Babylon - 8.16
- Seven - 7.01
- The Sacrifice - 4.49
- Revelation (Divus Pennae ex Tragoedia) - 9.17